# Гулькевицький район
Гулькевицький район — муніципальне утворення в Краснодарському краї Росії. Районний центр — місто Гулькевичі.

## Історія
Гулькевицький район утворений 31 грудня 1934 року.

## Географія
Розташований в північно-східній частині Краснодарського краю, межує з містом Кропоткін, та з Кавказьким, Новокубанським, Курганінським, Тбіліським районами і Ставропольським краєм. Багато особливостей кубанського ландшафту знайшли віддзеркалення в природі Гулькевицького району: безкрайні степи, ліси, природні і штучні водоймища, головна водна артерія Краснодарського краю — річка Кубань — протяжністю 142 км. У районі добре розвинена автомобільна і залізнична мережа — є 3 залізничних станції.

## Адміністративний поділ
У районі 3 міських поселення:
- місто Гулькевичі
- селище Гирей
- селище Красносельський

і 12 сільських поселень:
- Вєнці-Заря — Вєнці
- Комсомольське — Комсомольський
- Кубань — Кубань
- Ніколенське — Ніколенське
- Новоукраїнське — Новоукраїнське
- Отрадо-Кубанське — Отрадо-Кубанське
- Отрадо-Ольгинське — Отрадо-Ольгинське
- Пушкінське — Пушкінське
- Скобелевське — Скобелевська
- Соколовське — Соколовське
- Союз Чотирьох Хуторів — Чаплигін
- Тисячне — Тисячний